# Château Maslacq
Le château Maslacq est un château situé à Maslacq dans les Pyrénées-Atlantiques.

## Histoire
Le château était à l'origine une abbaye, dont l'existence est mentionnée au XVIe siècle. Il a été occupé par la famille d'Abbadie d'Arboucave pendant 3 siècles.
Le bâtiment actuel date du XVIIIe siècle.
Pendant la Seconde Guerre mondiale, il a été utilisé comme bâtiment de repli par l'École des Roches en zone libre.

## Description
C'est une propriété privée qui ne se visite pas.